# Léonard Pycke
Pour les articles homonymes, voir Pycke.
Léonard Pycke, né à Meulebeke le 17 mai 1781 et mort à Courtrai le 8 février 1842, est un avocat et homme politique belge.

## Mandats
- Membre des États provinciaux de Flandre-Occidentale : 1816-
- Bourgmestre de Courtrai : 1817-1822
- Membre de la seconde Chambre : 1818-1821, 1828-1830

## Sources
- Parlement.com
- F. Vandeputte, Biographie de Léonard Pycke, in: Handelingen van het genootschap voor geschiedenis te Brugge, 1842, blz. 161-166.
- J. De Bethune, Léonard Pycke, in: Biographie nationale de Belgique, T. XVIII, Brussel, col. 364-368.
- A. Van den Abeele, De Kortrijkse vrijmetselaarsloge L'Amitié, 1833-1833, in: De Leiegouw, 1989.